# Millions of Figurines
Millions of Figurines je druhé řadové album skupiny Crashpoint. Bylo vydáno v roce 2008 a obsahuje 12 skladeb.

## Seznam skladeb
1. Zero
2. Spun
3. Enigma
4. Bound
5. In Penumbra
6. Fly Hunter
7. Medusa Eyes
8. Singularis
9. Room No:13
10. Analog Dream
11. Digital Jezus
12. Macabre